# Paper Mario: Color Splash
Paper Mario: Color Splash is een rollenspel (RPG), ontwikkeld door Intelligent Systems en uitgegeven door Nintendo voor de Wii U. Het spel is op 7 oktober 2016 uitgebracht in Europa en de VS.

## Verhaal
Het verhaal begint op een stormachtige nacht. Princess Peach en haar handlanger Toad hebben een mysterieuze brief ontvangen uit Kleurpoort en gaan naar Mario's huis. Mario besluit mee te gaan naar Kleurpoort en ze vertrekken per boot. Eenmaal aangekomen zien ze dat er veel kleur mist. Ze vinden ook een pratend verfblik genaamd Toon, die de speler hints geeft. Wanneer Toon ziet dat alle verfsterren zijn verdwenen gaan Mario en Toon op avontuur. Uiteindelijk blijkt dat Bowser en zijn handlangers achter de verdwijning van de verfsterren zitten.

## Gameplay
De gameplay van Paper Mario: Color Splash volgt in de voetstappen van andere traditionele computerrollenspellen. De speler loopt rond in de wereld tot dat de speler een vijand tegenkomt. Als de speler een vijand aanraakt begint het gevecht. In het gevecht worden kaarten gebruikt. Als de kaart gebruikt is, is deze voorgoed verdwenen. Bij elke kaart hoort een commando. Bij een commando moet de speler een bepaalde actie uitvoeren om de aanval door te laten gaan en/of meer HP (levenspunten) van de vijand weg te nemen. Kaarten kunnen in de wereld worden gevonden of worden gekocht in het dorp.

## Ontvangst
Color Splash kreeg positieve recensies en heeft op verzamelwebsite Metacritic een score van 76%. Men prees het grafische ontwerp, het uitnodigen tot verkennen van de wereld en de aanstekelijke muziek. Kritiek was er op het trage en eenvoudige gevechtssysteem.

## Trivia
- Color Splash werd in 2016 verkozen tot "Wii U-Spel van het Jaar" door IGN[2].